# Guillem VII de Montpeller
Guillem de Montpeller - Guilhèm VII de Montpeller (occità) - (? - 1172) va ser un cavaller occità, senyor de Montpeller i senyor d'Omeladès. Fill i successor de Guillem VI de Montpeller i de Sibil·la de Mataplana es casà el 1157 amb Matilda de Borgonya, filla d'Hug II de Borgonya qui li infantà:
- Sibil·la, muller de Raimon Gaucelm de Lunel
- Guillem VIII de Montpeller
- Guilhèm, mort entre 1171 i 1180
- Guiu de Montpeller, casat amb Azalais de Conas, fundador de l'Orde dels Hospitalers de l'Esperit Sant i la Confraria de l'Esperit Sant
- Raimon, monjo cistercenc a l'abadia de la Gran Selva i bisbe de Lodève i, cap al 1192, d'Agde
- Guillemeta, esposa de Raimon d'Anduze
- Azalais o Adelaida
- Maria
- Clemència, religiosa, però casada en 1199 amb Rostaing de Sabran

Lluità amb el seu pare Guillem VI de Montpeller als setges d'Almeria i de Tortosa. Del 1135 al 1155 fou presoner de Ramon V de Tolosa. Del 1159 al 1160 lluità contra el comtat de Tolosa i prengué la vila de Caors. Acollí el papa Alexandre III a Montpeller des del 1162 al 1165 i n'obtingué la seva defensa contra les pretensions de la República de Gènova que aspirava al monopoli de la navegació d'altura a la Mediterrània occidental; seguint aquesta política exterior, afavorí l'aliança amb la República de Pisa, rival dels genovesos.